# آزناگولوو (شهرستان کوگارچینسکی، باشقیرستان)
آزناگولوو (انگلیسی: Aznagulovo, Kugarchinsky District, Republic of Bashkortostan) یک شهرک در شهرستان کوگارچینسکی جمهوری باشقیرستان در کشور روسیه است.